# Мишкино (Калининградская область)
Мишкино (до 1938 — Будбаллен (нем. Budballen), до 1946 — Моорбуде (нем. Moorbude)) — посёлок в Гусевском городском округе Калининградской области. До 2014 года входил в состав Маяковского сельского поселения.

## География
Посёлок расположен в 4 км на запад от посёлка Маяковское и в 15 км на юго-запад от города Гусев.

## История
Небольшой посёлок под названием Будбаллен изначально был хутором поместья Остинелен в правительственном округе Гумбиннен провинции Восточная Пруссия (располагался южнее нынешнего положения посёлка). С 1928 года принадлежал сельской общине Адомлаукен. С 1938 года Будбаллен стал назывался Моорбуде. В 1945 году в результате Второй мировой войны посёлок вместе с северной частью Восточной Пруссии перешел к Советскому Союзу.
В 1946 году Моорбуде было присвоено русское название Мишкино и одновременно отнесено к Маяковскому сельскому совету Гусевского района. К 1975 году к Мишкино была присоединена упразднённая деревня Максимовка. 

## Население
| 2002 | 2010 |
| ---- | ---- |
| 3    | ↘2   |